# Journée internationale de la protection civile
 (février 2020).
La journée internationale de la protection civile est une journée internationale ayant pour but de mieux faire connaître les missions de la protection civile auprès du grand public.

## Origines
Créée par l'Organisation Internationale de Protection Civile en 1990, cette journée commémore depuis 1991 l'entrée en vigueur de la Constitution de l’OIPC en tant qu’organisation intergouvernementale visant à contribuer à la « mise en place par les états de mesures et d'organisations propres à assurer la protection et l'assistance aux populations face aux catastrophes naturelles et celles dues à l'homme ».

## Objectifs
Les objectifs de cette journée sont :
- sensibiliser le public sur le rôle de la protection civile au quotidien ;
- aider les populations à mieux se préparer aux catastrophes naturelles.